# Marbleton, Wyoming
Marbleton är en småstad (town) i Sublette County i västra delen av delstaten Wyoming i USA, med 1 094 invånare vid 2010 års folkräkning.

## Geografi
Marbleton ligger i Green Rivers floddal, omkring 5 kilometer nordväst om floden. Grannstaden Big Piney ligger endast någon kilometer söder om Marbleton.

## Kommunikationer
Genom staden löper U.S. Route 189 i nord-sydlig riktning. Norr om staden finns ett flygfält, Miley Memorial Field (BPI), som huvudsakligen används av allmän- och taxiflyg.